# Aneta Corsaut
Aneta Louise Corsaut[cita requerida] (3 de noviembre de 1933 – 6 de noviembre de 1995) fue una actriz y escritora estadounidense. Es mejor conocida por interpretar a Helen Crump en The Andy Griffith Show (1963–1968), a la jueza Cynthia Justin en Matlock (1991–1992), y a Jane en The Blob (1958).

## Primeros años
Nacida en Hutchinson, Kansas, Corsaut era hija de Jesse Harrison y Opal J. (de soltera Swarens) Corsaut. Se licenció en Arte Dramático en la Universidad del Noroeste y estudió interpretación con Lee Strasberg. Durante su tercer año, Corsaut abandonó los estudios para dedicarse a la interpretación, aunque durante la emisión de The Andy Griffith Show, Corsaut asistió a clases en la UCLA con la intención de obtener su título.

## Carrera
Comenzó a actuar en la ciudad de Nueva York a mediados de la década de 1950. En 1958, Corsaut y Steve McQueen debutaron en el cine con la película de terror independiente de culto The Blob. En televisión, entre 1961 y 1962, interpretó a Irma Howell en la comedia de situación de la CBS Mrs. G. Goes to College.
Corsaut apareció por primera vez en la longeva serie Griffith en 1963 como la maestra Helen Crump, que más tarde se convirtió en la esposa del sheriff de Mayberry en el primer episodio de la serie derivada Mayberry R.F.D. En 1965, también fue elegida para interpretar a Kathy McLennan, la joven viuda de un ranchero, en el episodio "Paid in Full" de la serie antológica western Death Valley Days. Más tarde, Corsaut tuvo un papel recurrente como la amiga del policía Bumper Morgan, propietaria de una casa de empeños, en la serie de 1975–1976 The Blue Knight. En la serie Adam-12, Corsaut interpretó a Judy, la novia del oficial Pete Malloy. Tuvo un papel secundario como la enfermera jefe Bradley en la comedia de situación de los años 80 House Calls, y apareció en varios episodios de Matlock con la estrella Andy Griffith. Además, Corsaut interpretó el papel de la enfermera Jesse Brewer en 1977 en la longeva telenovela de la ABC General Hospital cuando la intérprete habitual, Emily McLaughlin, estaba demasiado enferma para trabajar.
Volvió a interpretar el papel de Helen Crump en los programas de reencuentro Return to Mayberry en 1986 y The Andy Griffith Show Reunion en 1993.
Como escritora, fue coautora de The Mystery Reader's Quiz Book.

## Vida personal
Corsaut nunca se casó ni tuvo hijos.
Según el libro Andy & Don: The Making of a Friendship and a Classic American TV Show, publicado en 2015, Corsaut y Andy Griffith, que estaba casado, mantuvieron una relación sentimental durante los cinco años que trabajaron juntos en The Andy Griffith Show; la relación era un secreto a voces entre el reparto y el equipo.

## Muerte
El 6 de noviembre de 1995, Corsaut falleció de cáncer en Los Ángeles, California. Fue enterrada en el Valhalla Memorial Park Cemetery, en la cercana localidad de North Hollywood.

## Filmografía

### Cine
| Año  | Título              | Papel          | Notas                          |
| ---- | ------------------- | -------------- | ------------------------------ |
| 1958 | The Blob            | Jane Martin    | acreditada como Aneta Corseaut |
| 1964 | Good Neighbor Sam   | Fran           | sin acreditar                  |
| 1965 | A Rage to Live      | Mary           | sin acreditar                  |
| 1974 | Blazing Saddles     | Madre turista  | sin acreditar                  |
| 1978 | The Toolbox Murders | Joanne Ballard |                                |

### Televisión
| Año       | Título                          | Papel                                          | Notas                                                |
| --------- | ------------------------------- | ---------------------------------------------- | ---------------------------------------------------- |
| 1955      | Producers' Showcase             |                                                | "The Fourposter"                                     |
| 1955      | Robert Montgomery Presents      |                                                | "Man Lost"                                           |
| 1959      | Black Saddle                    | Mary Warren                                    | "Client: Peter Warren"                               |
| 1960      | Unsolved                        | Gloria                                         | TV movie                                             |
| 1960      | Johnny Ringo                    | Lettie Frome                                   | "Black Harvest"                                      |
| 1960      | Dick Powell's Zane Grey Theatre | Amy                                            | "Ransom"                                             |
| 1960      | Guestward, Ho!                  | Mrs. Bennet                                    | "Bab's Mother"                                       |
| 1960      | The Detectives                  | Ruth Shaley                                    | "Longshot"                                           |
| 1960      | Death Valley Days               | Lydia Starkweather                             | "Cap'n Pegleg"                                       |
| 1960      | The Law and Mr. Jones           | hija de Berger                                 | "No Sale"                                            |
| 1961      | The Law and Mr. Jones           | Mary Clover                                    | "One for the Money"                                  |
| 1961      | Hennesey                        | Mrs. Vaughn                                    | "The Specialist"                                     |
| 1961      | Hong Kong                       | Jeannie                                        | "Lady Godiva"                                        |
| 1961      | Harrigan and Son                | Susan Fenton                                   | "The Man Who Wouldn't Stay Dead"                     |
| 1961–1962 | Mrs. G. Goes to College         | Irma Howell                                    | Papel regular                                        |
| 1962      | The Detectives                  | Mae Banks                                      | "The Fourth Commandment"                             |
| 1962      | Death Valley Days               | Emilie Reed                                    | "Suzie"                                              |
| 1962      | Saints and Sinners              | Ellie                                          | "A Shame for the Diamond Wedding"                    |
| 1963      | Bonanza                         | Rebecca Kaufman                                | "The Way of Aaron"                                   |
| 1963      | The Real McCoys                 | Karen                                          | "The McCoy Hex"                                      |
| 1963–1968 | The Andy Griffith Show          | Helen Crump                                    | Recurring role                                       |
| 1964      | The Eleventh Hour               | Marian                                         | "The Secret in the Stone"                            |
| 1965      | Ben Casey                       | Hanna Berger                                   | "Where Does the Boomerang Go?"                       |
| 1965      | Death Valley Days               | Kathy McLennan / Sarah Howard / Emma Donaldson | "Paid in Full", "Dry Water Sailors", "The Red Shawl" |
| 1965      | The Farmer's Daughter           | Alice                                          | "Katy by Moonlight"                                  |
| 1965      | Valentine's Day                 | Lydia Newman                                   | "I'll Cry at My Wedding"                             |
| 1965      | Gunsmoke                        | Eleanor Starkey                                | "Twenty Miles from Dodge"                            |
| 1967      | Gunsmoke                        | Sister Ruth                                    | "Ladies from St. Louis"                              |
| 1968–1969 | Mayberry R.F.D.                 | Helen Crump Taylor                             | "Andy and Helen Get Married", "Andy's Baby"          |
| 1970      | Me and Benjie                   |                                                | TV movie                                             |
| 1970      | Nanny and the Professor         | Dr. Neilson                                    | "My Son, the Sitter"                                 |
| 1973      | Marcus Welby, M.D.              | Jenny Bailey                                   | "Gemini Descending"                                  |
| 1973      | Owen Marshall: Counselor at Law | Ethel Palmer                                   | "Why Is a Crooked Letter"                            |
| 1973      | Columbo                         | Nurse Morgan                                   | "A Stitch in Crime"                                  |
| 1974      | Bad Ronald                      | Mrs. Matthews                                  | TV movie                                             |
| 1974      | Emergency!                      | Helena Hartley                                 | "Propinquity", "Surprise", "Inventions"              |
| 1975      | Emergency!                      | Sheila                                         | "Simple Adjustment"                                  |
| 1975      | McMillan & Wife                 | Hotel Desk Clerk                               | "Love, Honor and Swindle"                            |
| 1975      | Adam-12                         | Judy                                           | "Ladies' Night", "Something Worth Dying For: Part 2" |
| 1975      | The Blue Knight                 | Vera                                           | "Triple Threat"                                      |
| 1976      | Rich Man, Poor Man              | Miss Erdlatz                                   | "Part I: Chapters 1 & 2"                             |
| 1976      | Marcus Welby, M.D.              | Brenda Tillerman                               | "The Highest Mountain"                               |
| 1979      | The Runaways                    | Shirley Grady                                  | "Street of Terror: Part 2"                           |
| 1980–81   | House Calls                     | Enfermera jefe Bradley                         | Papel recurrente                                     |
| 1983      | Hart to Hart                    | Dorothy Smith                                  | "Pandora Has Wings"                                  |
| 1984      | Days of Our Lives               | Blanche Dailey                                 | Serie de televisión                                  |
| 1986      | Hotel                           | Mrs. Weaver                                    | "Hearts Divided"                                     |
| 1986      | Return to Mayberry              | Helen Crump Taylor                             | Telefilme                                            |
| 1987      | Matlock                         | Mrs. Ida Stillman                              | "The Network"                                        |
| 1990      | Matlock                         | Sarah Richards                                 | "The Mother"                                         |
| 1991–1992 | Matlock                         | jueza Cynthia Justin                           | Papel secundario, (aparición final)                  |